# Lista das posições da ioga
No hatha yoga O asana é uma posição usada na prática de ioga.  Nos diversos tratados do Hatha yoga, o asana esta relacionado aos chakras e nadis, canalizando a energia em direção a pontos específicos do corpo.
Os tratados que tratam dos tipos de asana usados nesta pratica são:

## Gheranda Samhita
| BhujangAsana      |  | DhanurAsana      |  |
| GarudAsana        |  | GomukhAsana      |  |
| GoraksAsana       |  | KukkutAsana      |  |
| KurmAsana         |  | MakarAsana       |  |
| MandukAsana       |  | MatsyAsana       |  |
| MatsyendrAsana    |  | MayurAsana       |  |
| PadmAsana         |  | PascimmotanAsana |  |
| SalabhAsana       |  | SiddhAsana       |  |
| SimhAsana         |  | SvastikAsana     |  |
| UstrAsana         |  | UtkatAsana       |  |
| UttanakurmakAsana |  | VajrAsana        |  |
| VirAsana          |  | YogAsana         |  |

## Hatha Yoga Pradipika
| SwastikAsana  |             | GomukhAsana     |                        |
| VirAsana      |             | KurmAsana       |                        |
| KukkutAsana   |             | Utana KUrmAsana |                        |
| DhanurAsana   |             | MatsyAsana      |                        |
| Paschima Tana |             | MayurAsana      |                        |
| SavAsana      |             | SiddhAsana      | MuktAsana ou GuptAsana |
| Padmasana     |             | SimhAsana       |                        |
| BhandrAsana   | GoraksAsana | Vajrasana       |                        |

## Outros tipos de Asana
Existe uma nomenclatura em Sânscrito para cada tipo de Asana.  É impossível definir todos os tipos de asanas, mas existem bibliografias que os dividem em 108 famílias. Há muitas divergências, ocorrendo que os mesmo asana tenham nomes diferentes de acordo com a sua origem ou escola.

## Sânscrito
Alguns termos em Sânscrito são repetidamente usados nos nomes de asanas.
Os nomes de cada asana podem ser divididos em prefixo, radical e sufixo, alguns exemplos:
- Adho अधो significa "movimento para baixo" (descendente)
- Ardha अर्ध significa "metade"
- Eka एक significa "um" ou "único"
- Parivrtta परिवृत्त significa "girar" ou "torcer"
- Supta सुप्त significa "deitados"
- Urdhva ऊर्ध्व significa "movimento para cima" (ascendente)
- Upavistha उपविष्ट significa "sentado"
- Utthita उत्थित significa "esticar" ou "alongar"

## Lista
| Sânscrito                                       | Nomes Alternativos em Sânscrito                   | tradução para o português                         |
| ----------------------------------------------- | ------------------------------------------------- | ------------------------------------------------- |
| Adho Mukha Svanasana अधोमुख स्वनसन                 | Down facing dog                                   | Cachorro invertido                                |
| Adho Mukha Vrksasana अधोमुख वृक्षसन                 | Vrksasana                                         | Parada de maos                                    |
| Adho Puranasana                                 |                                                   |                                                   |
| Ardha Puranasana                                |                                                   |                                                   |
| Anjali Mudra अञ्जलि मुद्रा                           | namastity mudra                                   | Palmas unidas                                     |
| Ardha Chandrasana अर्ध चन्द्रसन                    | 1/2 moon                                          | Meia lua                                          |
| Ardha Matsyendrasana अर्ध मत्स्येन्द्रसन              | Half Lord of the Fish pose ( twist)               | meia torcao sentado                               |
| Baddha Konasana बद्ध कोणसन                        | buterfly                                          | postura do angulo                                 |
| Bakasana बकसन                                   | Kakasana ou crow pose                             | corvo                                             |
| Balasana बालसन                                   | Child's pose                                      | postura da crianca                                |
| Bharadvajasana भरद्वजसन                          | twist yoga pose with one leg bend                 | torcao meio heroi                                 |
| BhadrAsana भसन                                  | buterfly                                          | borboleta                                         |
| Bhujangasana भुजङ्गसन                             | cobra ou up facing dog                            | cobra                                             |
| Chakrasana चक्रासन                                | Wheel pose                                        | roda                                              |
| Chaturanga Dandasana चतुरङ्ग दण्डसन                | chaturanda or 4 limbed pose                       | prancha                                           |
| Dandasana दण्डसन                                 | Puranasana - seat pode streight                   | postura do bastao                                 |
| Dhanurasana धनुरसन                               | Bow pose                                          | postura do arco ou ponte                          |
| Eka Pada Rajakapotasana एक पद रजकपोतसन           | One legged king pigeon                            | postura da sereia                                 |
| Garudasana गरुडसन                                | eagle                                             | aguia                                             |
| Gomukhasana गोमुखसन                               | Cow face pose                                     | cabeca da vaca                                    |
| Halasana हलसन                                   | plow pose                                         | arado                                             |
| Hanumanasana हनुमन्सन                             | monkey pose or splits                             | macaco                                            |
| Janu Sirsasana जानु शीर्षसन                         | revolved head to knee                             | da cabeca no joelho                               |
| Kakasana काकसन                                   | Bakasana                                          |                                                   |
| Krounchasana क्रोन्चसन                             | Úrdhva Janúsirshásana 0 head to knee              | postura da garca                                  |
| Kukkutasana कूक्कुतासन                              | rooster pose                                      | postura do galo                                   |
| Kurmasana कूर्मसन                                 | turtle pose                                       | tartaruga                                         |
| Maha shavasana कूर्मसन                            | shavasana                                         | cadaver                                           |
| Makarasana मकरसन                                | crocodile                                         |                                                   |
| Mandukásana मन्दुकासन                              | Frog pose                                         |                                                   |
| Matsyasana मत्स्यसन                               | fish pose                                         | peixe                                             |
| Matsyendrasana मत्स्येन्द्रसन                        | sitting half spinal twist pose                    | meia torcao                                       |
| Mayurasana मयूरसन                                | peacock pose                                      | pavao                                             |
| Natarajasana नतरजसन                             | dancer's pose                                     | dancarina                                         |
| Pada Hasthasana पद हस्थसन                        | hand to foot forward bend pose                    | maos aos pes                                      |
| Padmasana पद्मसन                                 | Lotus                                             | Lotus                                             |
| Paripurna Navasana परिपूर्ण नवसन                   | complete boat pose                                | barco                                             |
| Parivrtta Parsvakonasana परिवृत्त पार्श्वकोणसन         | Vakra Trikonásana - revolved side angle knee bend | triangulo com rotacao de tronco joelho flexionado |
| Parivrtta Trikonasana परिवृत्त त्रिकोणसन              | Vakra Trikonásana - twisted triangle pose         |                                                   |
| Pasasana पाशसन                                   | Baddha Utkasana - Noose pose                      |                                                   |
| Paschimottanasana पश्चिमोतनसन                      | forward bend seat head to knee                    | postura da pinca                                  |
| Prasarita Padottanasana प्रसारयत पदोत्तनसन          | half wide legged forward bend -                   | pernas abertas cabeca tocando no chao             |
| Salabhasana शलभसन                               | locust pose                                       | gafanhoto                                         |
| Sarvangasana सर्वाङ्गसन                            | shoulder stand                                    | postura da vela                                   |
| Savasana शवसन                                   | Shavasana, Sarvasana                              |                                                   |
| Setu Bandha Sarvangasana सेतु बन्ध सर्वाङ्गसन         | Sethubandasana सेतुबन्धसन                            |                                                   |
| Siddhasana सिद्धसन                                | Muk-tasana मुक्तसन, Guptasana गुप्तसन                 |                                                   |
| Simhasana सिंहसन                                  |                                                   |                                                   |
| Sirsasana शीर्षसन                                 | sirshásana शीर्षसन                                  | Invertida sobre a cabeça                          |
| Sukkasana सुखासन                                  |                                                   |                                                   |
| Supta Baddha Konasana सुप्त बद्ध कोणसन              |                                                   |                                                   |
| Supta Padangusthasana सुप्त पादाङ्गुस्थसन              |                                                   |                                                   |
| Supta Virasana सुप्त वीरसन                         |                                                   |                                                   |
| Svastikasana स्वस्तिकसन                            |                                                   |                                                   |
| Tadasana तदसन संस्थिति                              | Padásana                                          |                                                   |
| Trikonasana त्रिकोणसन                              |                                                   | Triangulo                                         |
| Udara Shavasana सन                              |                                                   |                                                   |
| Upavistha Konasana उपविष्ट कोणसन                   |                                                   |                                                   |
| Urdhva Dhanurasana ऊर्ध्व धनुरसन                   |                                                   |                                                   |
| Urdhva Mukha Svanasana ऊर्ध्व मुख स्वनसन            | Úrdhwa Bhujangásana                               |                                                   |
| Ustrasana उष्ट्रसन                                |                                                   |                                                   |
| Utaana Kurmasana उत्तान कूर्मसन                     |                                                   |                                                   |
| Utkatasana उत्कटसन                               |                                                   |                                                   |
| Uttanasana उत्तानसन                               |                                                   |                                                   |
| Uttara Shavasana उत्तासन                          |                                                   |                                                   |
| Utthita Hasta Padangusthasana उत्थित हस्त पादाङ्गुस्थसन |                                                   |                                                   |
| Utthita Parsvakonasana उत्थित पार्श्वकोणसन            |                                                   |                                                   |
| Utthita Trikonasana उत्थित त्रिकोणसन                 |                                                   |                                                   |
| Vasisthasana वसिस्थसन                             |                                                   |                                                   |
| Viparita Karani विपरित करणी                        |                                                   |                                                   |
| Vajrasana वज्सन                                  |                                                   |                                                   |
| Virasana वीरसन                                   |                                                   |                                                   |
| Vrksasana वृक्षसन                                 |                                                   |                                                   |

## Galeria

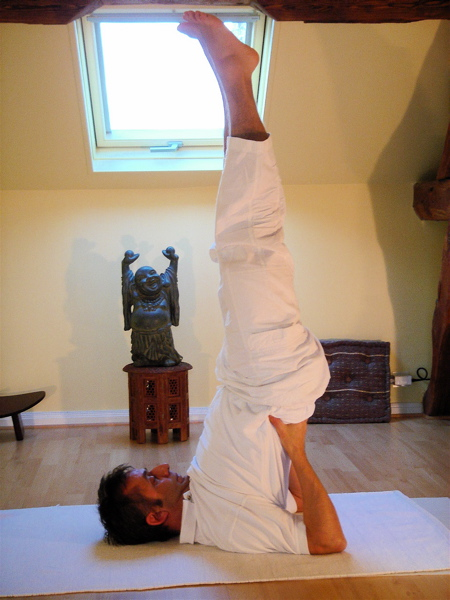
Sarvangasana Invertida sobre os ombros
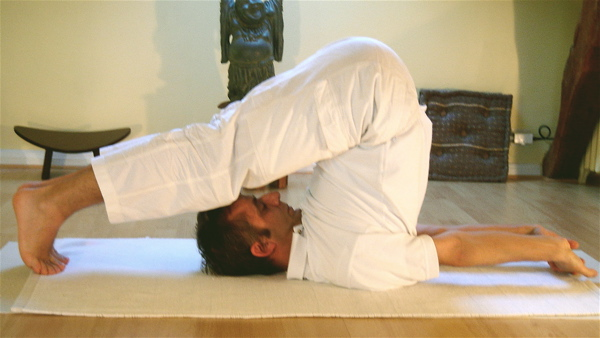
Halasana Arado
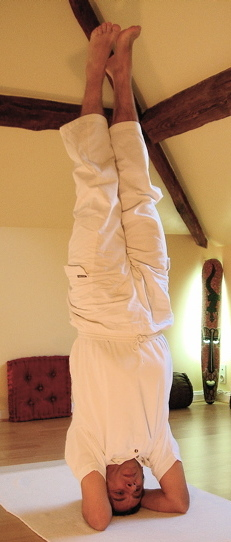
Shirsasana Cabeça para baixo
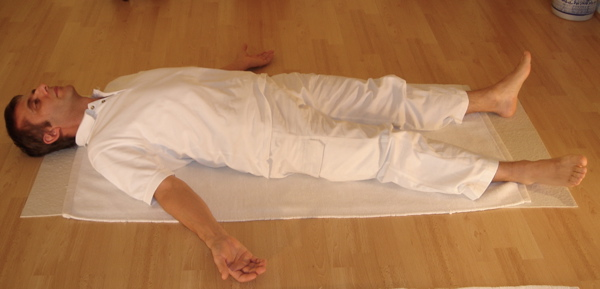
Shavasana Posição do cadáver
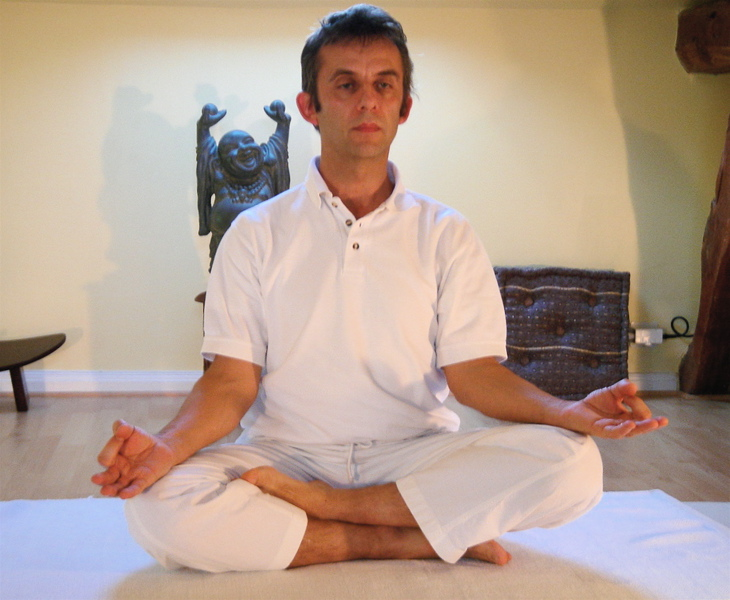
Ardha Padmasana Meio lótus
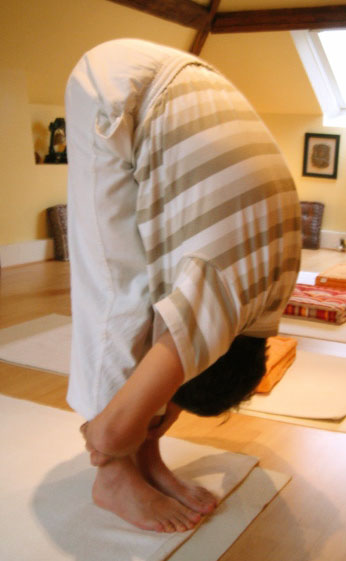
Uttanasana Standing Forward Bend
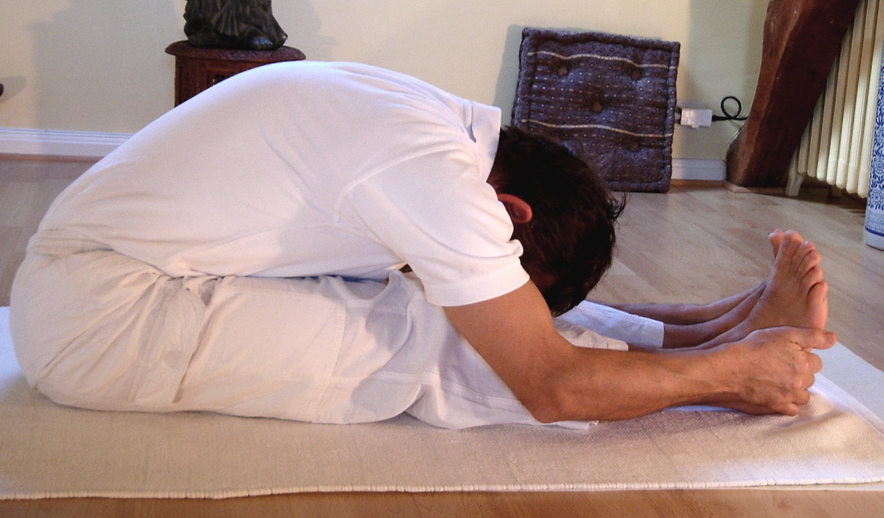
Paschimottanasana Intense stretch of the west
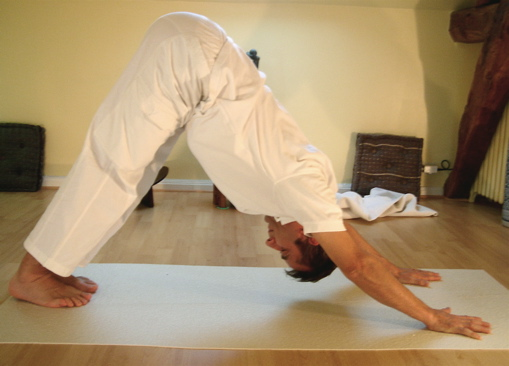
Adho Mukha Svanasana Cachorro invertido
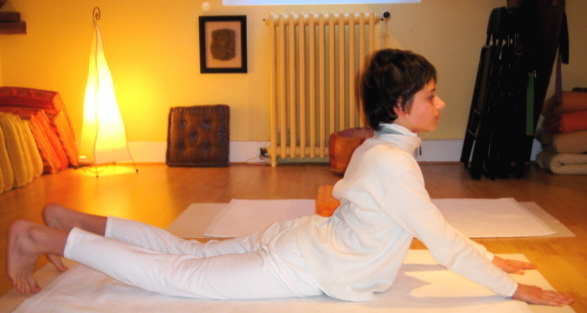
Bhujangasana Cobra
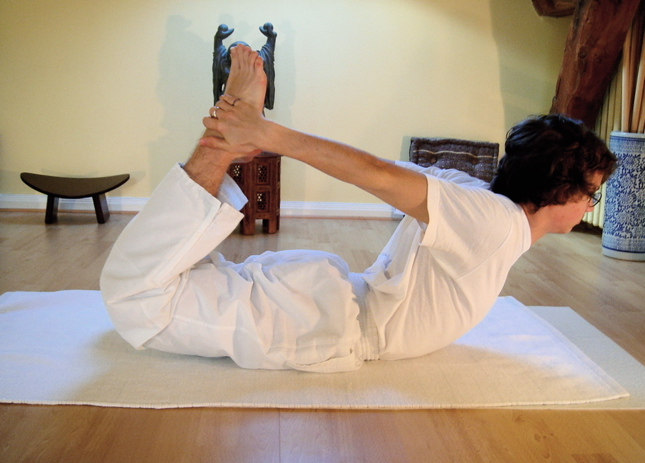
Dhanurasana Arco
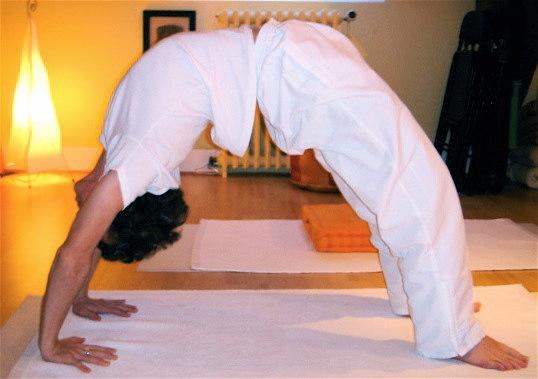
Urdhva Dhanurasana Arco superior
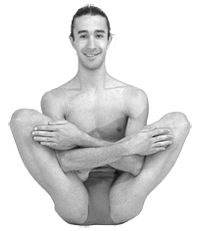
Balasana